# باهاربور كاش
باهاربور كاش هي قرية في منطقة هارتشدبور في منطقة ريباريلي، ولاية أوتار براديش، الهند. وتبعد 13 كيلومتر من ريباريلي، مقر المقاطعة. واعتبارًا من عام 2011، بلغ عدد سكانها 1136 مقسمة على 212 أسرة.  بها مدرسة ابتدائية واحدة ولا توجد بها مرافق رعاية صحية. 

## نبذة
قد سجل تعداد عام 1961 باهربور كاش (باسم «باهربور كاسو») على أنه يتألف من 3 قرى صغيرة، ويبلغ إجمالي عدد سكانها 562 شخصًا (299 ذكرًا و 263 أنثى)، في 131 أسرة و 122 منزلاً فعليًا. وقُدرت مساحة القرية ب 716 فداناً. 
وأيضاً سجل تعداد 1981 بأن باهاربور كاشو (باسم «باهاربور كاسو») يبلغ عدد سكانها 803 نسمة، في 149 أسرة، وتبلغ مساحتها 289.77 هكتار.  ويتم تقديم الأطعمة الأساسية مثل "الجوار" والأرز. 